# Корона Отомана
Корона Отомана (такође и Сан Салвадор) је био отомански брод на ком су се побунили хришћански робови у 1760. години.

## Устанак робова
Дана 2. јуна 1760. Корона Отомана напустила је Цариград са 750 људи на броду, са 71 хришћанским робом. Његова мисија је била прикупљање пореза од Леванта у име Османске ризнице.
Робови су заробили брод, док су други људи били на земљи и узимали порез. Предвођени Ђованијем дел Кором, отпловили су бродом до Малте.
Једном на Малти брод је преименован у Сан Салвадор и додат је ескадрили витезова болничара.
Након што је турски султан запретио нападом на Малту, витезови болничари пристали су да врате брод Османској порти у замену за велику одштету. Брод се вратио у Цариград 1762.